# 성 빈첸시오 페레리오 형제회
성 빈첸시오 페레리오 형제회(프랑스어: Fraternité Saint-Vincent-Ferrier)는 전통 가톨릭(도미니코 전례) 형제회이다.

## 역사
형제회는 1979년 루이 마리 드 브리니르 수도사제에 의해 창설되었다. 처음에 그는 공석주의자였으나 나중에 회심하여 성좌와 화해하여 1988년 10월 28일 교황청 권하의 수도 공동체가 되었다. 이 형제회는 도미니코회에 속해 있지는 않다. 왜냐하면 도미니코회에 필요한 조건인 도미니코회 총장에 대한 완전한 순명을 거부했기 때문이다. 형제회는 전통 도미니코 전례에 따라 미사를 드리고 성무일도를 바친다.
형제회의 본원은 프랑스 북서부의 마을인 세메르 르 로에 있는 성 토마스 아퀴나스 수도원이다.

## 같이 보기
- 교황청 하느님의 교회 위원회
- 우나 보체